# توماس سميث (سياسي أمريكي)
توماس سميث (بالإنجليزية: Thomas Smith) هو تاجر وجراح وسياسي أمريكي، ولد في 1648 في إنجلترا في المملكة المتحدة، وتوفي في 1694 في كارولاينا الجنوبية في الولايات المتحدة. انتخب حاكم كارولينا الجنوبية ‏ (مايو 1693 – 16 نوفمبر 1694).